# Christian I. von Buch
Christian I. Graf von Buch (auch Christian von Mainz, * um 1130; † 23. August 1183 in Tusculum) war zweimal Erzbischof von Mainz und Erzkanzler des römisch-deutschen Reiches.
Christian I. entstammte den gräflichen Adelsgeschlechtern der von Buch und von Beichlingen. Förderer seiner Karriere als Kirchenfürst war vor allem der Landgraf von Thüringen Ludwig II., der ihm zur Position eines Dompropstes von Merseburg und zum Propst der Propstei Mariagreden in Mainz verhalf.
1160 ermordeten Mainzer Bürger wegen eines Abgabenstreites ihren Erzbischof Arnold von Selenhofen. Die fällige Bischofswahl führte zu einer Spaltung, da ein Teil der Aufständischen den Stadtklerus zwang, den Adligen Rudolf von Zähringen zum neuen Erzbischof zu wählen. Da wegen des Bischofsmordes über die Stadt das Interdikt verhängt worden war, waren einige Kleriker und Laien nach Frankfurt ausgewichen, wo sie Ende Oktober 1160 Christian von Buch zum neuen Erzbischof wählten.
Doch Kaiser Friedrich I. Barbarossa erkannte keinen der beiden Kandidaten an und veranlasste auf dem Konzil von Lodi die Absetzung beider Erzbischöfe durch Papst Viktor IV. Stattdessen wurde am 20. Juni 1161 Konrad I. von Wittelsbach auf den Mainzer Stuhl gehoben.
Christian wurde in der Folge 1162 Propst am Mainzer Dom und Propst von St. Servatius in Maastricht. Christian begleitete Friedrich Barbarossa 1163 auf dessen drittem Italienzug (1163). Als Erzbischof Konrad von Mainz den von der kaiserlichen Partei zum Gegenpapst ausgerufenen Paschalis III. nicht anerkannte, ließ Barbarossa im September 1165 Christian von Buch in Abwesenheit zum neuen Erzbischof von Mainz ernennen und Weihnachten 1166 in Brixen investieren, was im Reich sofort akzeptiert wurde, nicht aber von Papst Alexander III.
1167 nahm Christian auch am vierten Italienzug teil, bei dem der Kaiser Paschalis III. gewaltsam als Papst in Rom durchsetzen wollte. Während des Zuges wurde Christian am 4. März 1167 zum Priester und einen Tag später zum Bischof geweiht. Christian von Buch entsetzte den Kölner Metropoliten Rainald von Dassel, bereiteten dem überlegenen römischen Heer am 27. Februar 1167 eine Niederlage, um mit ihrem Heer am 29. Mai 1167 die päpstlichen Truppen in der Schlacht von Tusculum zu schlagen. Beide kämpften dabei in vorderster Schlachtreihe mit. Christian umging das kanonische Verbot für Kleriker, das Schwert zu führen, indem er mit einer mächtigen Streitkeule auf den Feind losschlug. Friedrich und Paschalis zogen siegreich in Rom ein. Dort raffte eine Malariaepidemie kurze Zeit später 2000 Ritter hin, zu denen auch Rainald von Dassel zählte. Christian I. wurde sein Nachfolger als Reichserzkanzler.
Christian I. war vor allem Reichspolitiker. In den 18 Jahren seiner Amtszeit hielt er sich nur zweimal kurz in seinem Erzbistum auf. Die politischen Geschäfte führten ihn Ende 1167 zum ersten Mal in sein Erzbistum, da Kaiser Friedrich I. wegen der antistaufischen Bestrebungen des lombardischen Städtebundes in sein Reich hatte zurückkehren müssen. Christian I. vermittelte in der Folge zwischen dem Kaiser und Heinrich dem Löwen sowie 1168 in Rouen zwischen dem englischen und französischen König. Außerdem bemühte er sich um eine Beilegung des noch immer andauernden Schismas, was ihn bis nach Griechenland führte. Der Brief des Priesterkönigs Johannes wird daher auch Christian bzw. seinem näheren Umfeld zugeschrieben.
Als begabter Heerführer führte Christian Waffengänge gegen die kaiserliche Opposition in Oberitalien an. 1177 schlug er bei Carsoli östlich Roms ein normannisches Heer. Er erkannte aber auch, dass der Konflikt mit dem Papst nicht militärisch zu gewinnen war und bereitete maßgeblich den Frieden von Venedig 1177 zwischen dem Kaiser und Papst Alexander III. vor. Obwohl Christian von Buch einer der mächtigsten Gegenspieler Alexander III. war, erkannte Alexander III. seine Unterwerfung an, würdigte seine Verdienste um die Aussöhnung zwischen Kaiser und Papst und verzichtete auf die Wiedereinsetzung des ihm ergebenen Konrad als rechtmäßigen Mainzer Erzbischof. Christian von Buch erhielt das Pallium.
Im März 1179 nahm er am 3. Laterankonzil teil, im selben Jahr geriet er auf einem Feldzug zur Wiederherstellung der päpstlichen Ordnung im Kirchenstaat für 15 Monate in Gefangenschaft der päpstlichen Gegner. Nach seiner Freilassung 1181 kam er auf Bitten von Papst Lucius III., als dessen Schutzherr er fungierte, der belagerten Stadt Tusculum zur Hilfe, die er 1183 befreien konnte. Dort starb er am 23. August 1183 an einem Sumpffieber und wurde auch dort begraben. Der Papst verfügte eine einmonatige Trauerzeit für den Verstorbenen. Nachdem sein Tod bekannt geworden war, machte erneut Konrad I. von Wittelsbach seine Ansprüche auf das Erzbistum Mainz geltend.